# Costituzione del Mali
La Costituzione del Mali è la legge fondamentale dello Stato africano. La prima promulgazione è stata il 22 settembre del 1960. È stata più volte modificata. L'ultima è del 1992.